# Med lasso og seksløber
Med lasso og seksløber er en amerikansk stumfilm fra 1918 af Charles Swickard.

## Medvirkende
- Dustin Farnum - Gene Stewart
- Winifred Kingston - Majesty Hammond
- Bert Appling - Hawes
- Josef Swickard - Padre Marcos
- Virginia True Boardman - Bonita